# 雪佛利耶氏麴黴
雪佛利耶氏麴黴（学名：Aspergillus equitis）为髮菌科麴菌屬下的一个种。

## 扩展阅读
- 維基物種上的相關：雪佛利耶氏麴黴